# رباط حمصي سنعي
يربط الرباط الحمصي السنعي (بالإنجليزية: Pisometacarpal ligament)‏ العظم الحمصي بقاعدة عظم المشط الخامس.

## صور إضافية

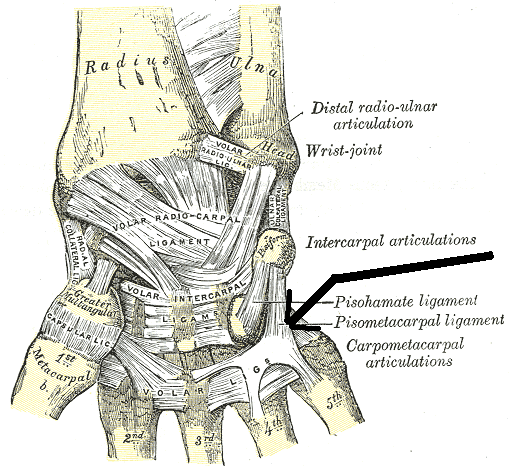
أربطة المعصم. منظر أمامي (الرباط الحمصي مشار إليه يميناً، الثاني من الأسفل.)

## روابط خارجية
- http://classes.kumc.edu/sah/resources/handkines/ligaments/wvdpisometa.htm